# Тойвонен, Ула
У́ла То́йвонен (швед. Ola Toivonen; 3 июля 1986, Дегерфорс, Швеция) — шведский футболист, игравший на позициях атакующего полузащитника и центрального нападающего. Выступал за сборную Швеции.

## Клубная карьера

### «Дегерфорс»
Воспитанник клуба «Дегерфорс» из одноимённого городка. Первый матч за основной состав провёл в 2003 году. В сезоне-2004 «Дегерфорс» занял первое место в своей зоне третьего по уровню дивизиона и в стыковых матчах завоевал место во втором по уровню дивизионе, Тойвонен забил гол в первом стыковом матче. В сезоне-2005 стал игроком стартового состава, забил 5 голов и отдал 3 голевые передачи; «Дегерфорс» занял 13-е место во втором по уровню дивизионе. 9 июля 2005 года в матче против «Эстера» нанёс травму вратарю соперников Бьёрну Стрингхейму, за что был удалён с поля. В ноябре 2005 года был близок к переходу в стокгольмский АИК, но этот переход не состоялся.

### «Эргрюте»
В декабре 2005 года перешёл в клуб высшей лиги «Эргрюте» из Гётеборга, сумма трансфера составила более 1 млн крон. В феврале 2006 года главный тренер «Эргрюте» Зоран Лукич высоко оценил способности Тойвонена и заявил: «Я уверен, что он будет играть в сборной не позже, чем через 2 года». Дебютировал в высшей лиге 1 апреля 2006 года в матче первого тура против ГАИС. В следующем матче, 10 апреля против «Мальмё», забил свой первый гол в высшей лиге. Зоран Лукич использовал схему «4-3-3», в которой Тойвонен играл на позиции атакующего полузащитника. 16 мая 2006 года Зоран Лукич был отправлен в отставку, его сменил Сёрен Бёрьессон. В апреле 2007 года Тойвонен сказал, что под руководством Зорана Лукича «Эргрюте» играл в позитивный и атакующий футбол, а после его отставки игра стала очень закрытой и контратакующей. В «Эргрюте» Тойвонен обычно играл на позиции атакующего полузащитника. В чемпионате-2006 24 раза выходил в стартовом составе, один раз на замену и один матч пропустил из-за дисквалификации, забил 6 голов и отдал 2 голевые передачи. Шведский футбольный союз выбрал Тойвонена «Новичком года 2006». По итогам сезона «Эргрюте» занял последнее место в Аллсвенскан и выбыл в Суперэттан. Контракт Тойвонена с клубом был рассчитан ещё на 2 года, но футболист не скрывал желания покинуть «Эргрюте».

### «Мальмё»
В декабре 2006 года перешёл в «Мальмё», контракт был рассчитан на 4 года, сумма трансфера составила около 6—7 млн крон. Медицинское обследование выявило у Тойвонена травму колена, и из-за этого переход был под вопросом, но, как и ожидал агент футболиста Мартин Далин, всё-таки состоялся. Тренерский штаб «Мальмё» предполагал использовать Тойвонена на позиции центрального атакующего полузащитника, вместо травматичного Яри Литманена. Первый официальный матч за «Мальмё» провёл 7 апреля 2007 года в первом туре чемпионата-2007. В матче четвёртого тура против АИКа забил первый гол за «небесно-голубых». В сезоне-2007 главный тренер «Мальмё» Сёрен Окебю активно применял ротацию состава и использовал Тойвонена на разных позициях: центрального и крайнего полузащитника, нападающего (в трёх матчах). В чемпионате-2007 Тойвонен 21 раз выходил в стартовом составе, 3 раза на замену и 2 матча пропустил из-за дисквалификации, забил 3 гола и отдал 3 голевые передачи. «Мальмё» занял 9-е место.
В начале сезона-2008 новый главный тренер Роланд Нильссон отказался от ротации состава и доверил Тойвонену позицию атакующего полузащитника. В апреле 2008 года Тойвонен получил небольшую травму лодыжки, из-за которой пропустил матч четвёртого тура против «Треллеборга». В этом матче на позиции атакующего полузащитника вместо Тойвонена играл Лабинот Харбузи. Роланд Нильссон решил оставить Харбузи основным атакующим полузащитником, а Тойвонена перевести на позицию нападающего, вместо Никласа Скуга. Вскоре после этого, 21 апреля 2008 года Тойвонен забил свой первый в сезоне гол, в ворота «Хальмстада», а в следующем матче, 24 апреля против «Норрчёпинга», сделал первый в профессиональной карьере «дубль». Голосование на официальном сайте «Мальмё» выбрало Тойвонена лучшим игроком клуба в апреле 2008 года. 3 июля 2008 года, в свой день рождения, Тойвонен сделал «дубль» в ворота «Юнгшиле». К концу сезона-2008 Тойвонен набрал отличную форму. В матче 26 тура против ГАИС забил гол и отдал голевую передачу. Матч 27 тура пропустил из-за дисквалификации. В матче 28 тура против «Юнгшиле» сделал «дубль» и отдал голевую передачу. В матче 29 тура против «Хаммарбю» отдал голевую передачу, забил гол и заработал пенальти. В 30, последнем туре сделал «дубль» в ворота «Сундсвалля». Всего в чемпионате-2008 Тойвонен провёл 27 матчей (все в стартовом составе), один матч пропустил из-за травмы и 2 из-за дисквалификаций, забил 14 голов и отдал 7 голевых передач. Чаще всех в лиге попадал в каркас ворот — 5 раз. «Мальмё» занял 6-е место.

### ПСВ
В середине января 2009 года перешёл в ПСВ, сумма трансфера составила около 4 млн евро, 25 % которых достались «Эргрюте», контракт был рассчитан на 3,5 года с зарплатой более 5 млн крон в год «чистыми». В составе ПСВ играл соотечественник Тойвонена Андреас Исакссон. Дебютировал в зарубежном футболе 24 января 2009 года в матче против «НАК Бреда», закончившемся со счётом 2:2. В следующем матче, против «Де Графсхапа», забил свой первый гол за ПСВ и отдал 2 голевые передачи, ПСВ выиграл со счётом 3:0. В двух следующих матчах Тойвонен также забил по голу, а 8 февраля 2009 года в матче против «Волендама» был удалён с поля и дисквалифицирован на 2 матча. В сезоне 2008/09 провёл 14 матчей (все — в стартовом составе на позиции центрфорварда), забил 6 голов и отдал 4 голевые передачи. ПСВ занял 4-е место.
В первом туре чемпионата 2009/10, против «ВВВ-Венло», сделал «дубль» и отдал голевую передачу, игра закончилась со счётом 3:3. 8 ноября 2009 года забил 4 гола в ворота «АДО Ден Хаг», ПСВ выиграл со счётом 5:1. 30 августа 2009 года провёл первый еврокубковый матч, это был матч квалификации Лиги Европы против болгарского клуба «Черно Море». Первый еврокубковый гол забил 25 февраля 2010 года в ворота «Гамбурга». Это был последний гол Тойвонена в сезоне 2009/10. В сезоне 2009/10 играл на позициях центрфорварда и атакующего полузащитника и по окончании сезона заявил, что хотел бы иметь постоянное амплуа ПСВ занял третье место.
Летом 2010 года ПСВ приобрёл двух новых центрфорвардов (Маркуса Берга и Жонатана Рейса), поэтому в первой половине сезона 2010/11 Фред Рюттен использовал Тойвонена только на позиции атакующего полузащитника. На этой позиции Тойвонен раскрыл свой потенциал бомбардира. В первом туре чемпионата 2010/11 сделал «дубль» в ворота «Херенвена», особенно красивым получился второй гол, забитый дальним ударом с 25 метров. В следующем матче, против «Де Графсхапа» 14 августа 2010 года, сделал «хет-трик», 3 гола Тойвонена изменили счёт с 1:0 на 4:0, в итоге ПСВ выиграл со счётом 6:0. Матч 4 тура против «АДО Ден Хаг» Тойвонен пропустил из-за болезни. В Лиге Европы 1 декабря 2010 года «дубль» Тойвонена в выездном матче против итальянского клуба «Сампдория» принёс ПСВ волевую победу со счётом 2:1 и досрочно вывел в 1/16 финала. Через 3 дня, 4 декабря 2010 года, Тойвонен вновь сделал «дубль», в ворота «Хераклеса». В 2010 календарном году (второй половине сезона 2009/10 и первой половине сезона 2010/11) Тойвонен забил в чемпионате Нидерландов 16 голов и отдал 6 голевых передач. 20 февраля 2011 года в домашнем матче против «НАК Бреда» Тойвонен впервые вывел команду на поле с капитанской повязкой, в отсутствие травмированных капитана Орландо Энгелара и вице-капитана Вилфреда Баумы. 1 марта 2011 года Королевский футбольный союз Нидерландов дисквалифицировал Тойвонена на 4 матча чемпионата за то, что в матче против «Аякса» (27 февраля 2011 года, 0:0) Тойвонен ударил Яна Вертонгена локтем в борьбе за верховой мяч. 10 марта 2011 года Тойвонен провёл свой сотый официальный матч за ПСВ, это был матч Лиги Европы против шотландского клуба «Рейнджерс». 30 марта 2011 года Тойвонен получил травму подколенного сухожилия, из-за которой пропустил первый четвертьфинальный матч Лиги Европы против «Бенфики».

### «Ренн»
20 января 2014 года официально перешёл во французский «Ренн». 24 января 2014 года дебютировал за «Ренн» в матче против «Лилля». 2 февраля 2014 года в матче против «Лиона» забил свой первый гол в Лиге 1 за «Ренн».

## Международная карьера

### Юношеские и молодёжная сборные Швеции
В июле 2003 года Ула Тойвонен впервые был вызван в сборную Швеции для футболистов до 17 лет. Первый матч за юношескую сборную провёл 15 июля 2003 года, против сверстников из Норвегии. В 2004—2005 годах играл за юношескую сборную в отборочном турнире к чемпионату Европы среди юношей до 19 лет, в первом квалификационном раунде забил по голу в ворота Румынии и Хорватии, во втором квалификационном раунде реализовал пенальти в ворота Молдовы.
В октябре 2006 года впервые был вызван в молодёжную (до 21 года) сборную Швеции. Дебютировал в молодёжной сборной 14 ноября 2006 года в товарищеском матче с командой Франции, в этом матче заработал и реализовал пенальти, тренер Йёрген Леннартссон отметил «связку» Тойвонена и Маркуса Берга. Поскольку молодёжный чемпионат Европы 2009 проходил в Швеции, в 2007—2008 годах молодёжная сборная Швеции играла только товарищеские матчи. 21 августа 2007 года Тойвонен сделал хет-трик в матче с молодёжной сборной Уэльса, при этом 2 гола забил с пенальти, один из которых заработал сам; Швеция проиграла со счётом 3:4. 19 ноября 2008 года забил гол со штрафного в ворота второй сборной Нидерландов (в составе которой играли, в частности, Эдсон Брафхейд, Эльеро Элиа, Стейн Схарс, Ройстон Дренте).
Ула Тойвонен участвовал в молодёжном чемпионате Европы 2009, на котором Швеция дошла до полуфинала. Он играл на позиции второго нападающего в паре с Маркусом Бергом, и эта «связка» получила самые высокие оценки. В первом матче группового этапа, против Беларуси, сделал голевую передачу Бергу. Во втором и третьем матче, против Италии и Сербии, забил по голу. В полуфинальном матче против Англии забил эффектный гол со штрафного. В этом матче Тойвонен получил травму и из-за этого не смог участвовать в серии послематчевых пенальти. С тремя забитыми голами Тойвонен занял вторую строчку рейтинга бомбардиров чемпионата (разделив её с итальянцем Робертом Аквафреской), лучшим бомбардиром стал Маркус Берг.
Всего за 3 года провёл за молодёжную сборную 28 матчей, в которых забил 13 голов.

### Национальная сборная Швеции
В декабре 2006 года Ларс Лагербек включил Улу Тойвонена, в то время игрока «Эргрюте», в состав сборной Швеции для участия в ежегодном январском турне по Америке, в котором участвуют только игроки скандинавских клубов. Первый матч этого турне, 14 января 2007 года с Венесуэлой, стал для Тойвонена дебютным в сборной. В этом матче Тойвонен вышел в стартовом составе на позиции нападающего, в паре с Даниелем Наннскугом, и был заменён на 60 минуте; Швеция проиграла со счётом 0:2. Игра Тойвонена в этом матче вызвала критику, например, обозреватель газеты «Aftonbladet» Стефан Альфельт написал: «Ула Тойвонен <…> действовал, как если бы в самом деле страдал от тяжёлой травмы колена». Второй матч турне Тойвонен пропустил по состоянию здоровья, в третьем матче (21 января с Эквадором) вышел на 82 минуте. В 2007—2008 годах играл за молодёжную сборную и не получал вызовов в национальную сборную. В январе 2009 года Ларс Лагербек вновь вызвал Тойвонена в сборную на январское турне по Америке. Тойвонен перешёл в ПСВ и из-за этого не смог участвовать в турне, вместо него был вызван Денни Авдич.
В августе впервые был вызван в «настоящую» сборную Швеции на товарищеский матч с командой Финляндии. В этом матче Тойвонен вышел на 60 минуте и не реализовал голевой момент на последней минуте. В октябре 2009 года Ларс Лагербек был отправлен в отставку. Сменивший Лагербека Эрик Хамрен взял курс на омоложение команды и стал привлекать в основной состав сборной полуфиналистов молодёжного чемпионата Европы 2009, в том числе Тойвонена. 3 марта 2010 в товарищеском матче с командой Уэльса Тойвонен впервые вышел в стартовом составе «настоящей» сборной. В этом матче он играл на позиции единственного нападающего, забил гол, отменённый из-за офсайда, но в остальном почти не мог «зацепиться» за мяч и был заменён на 58 минуте.
29 мая 2009 года в товарищеском матче с командой Боснии и Герцеговины забил первый гол за сборную. На 44 минуте игры Тойвонен замкнул навес Беранга Сафари с левого фланга и открыл счёт матча, причём не попал по мячу головой и нанёс удар плечом. На 92 минуте того же матча Тойвонен отдал голевую передачу, приняв верховой заброс со своей половины поля и сделав длинную «скидку» Маркусу Бергу, который установил окончательный счёт — 4:2.
11 августа 2010 года забил гол в товарищеском матче с командой Шотландии, замкнув навес Кима Чельстрёма от лицевой линии.
К началу отборочных матчей чемпионата Европы 2012 Ула Тойвонен стал основным атакующим полузащитником сборной Швеции. Конкурентами Тойвонена в борьбе за позицию «десятого номера» сборной Эрик Хамрен называл Кима Чельстрёма и Юхана Эльмандера. В первом отборочном матче, против Венгрии, Тойвонен отметился опасным ударом в створ ворот на 18 минуте игры, венгерский вратарь Габор Кирай отбил удар. Во втором отборочном матче, против Сан-Марино, центральный защитник Улоф Мельберг был удалён с поля на 34 минуте, поэтому Эрик Хамрен заменил Тойвонена на другого центрального защитника, Андреаса Гранквиста. В третьем отборочном матче, против Нидерландов, на 23 минуте игры Тойвонен мог сравнять счёт, перебросил мяч через Мартена Стекеленбурга, но не попал в ворота. В первых трёх отборочных матчах Тойвонен не смог ни забить гол, ни отдать голевую передачу.
После ухода Ибрагимовича, стал снова играть за национальную команду.
| Матчи Улы Тойвонена за национальную сборную | Матчи Улы Тойвонена за национальную сборную | Матчи Улы Тойвонена за национальную сборную          | Матчи Улы Тойвонена за национальную сборную | Матчи Улы Тойвонена за национальную сборную | Матчи Улы Тойвонена за национальную сборную |
| №                                           | Дата                                        | Соревнование                                         | Соперник                                    | Счёт                                        | Примечания                                  |
| ------------------------------------------- | ------------------------------------------- | ---------------------------------------------------- | ------------------------------------------- | ------------------------------------------- | ------------------------------------------- |
| 1                                           | 14 января 2007                              | Товарищеский матч                                    | Венесуэла                                   | 0:2                                         | заменён на 60'                              |
| 2                                           | 21 января 2007                              | Товарищеский матч                                    | Эквадор                                     | 1:1                                         | вышел на 82'                                |
| 3                                           | 12 августа 2009                             | Товарищеский матч                                    | Финляндия                                   | 1:0                                         | вышел на 60'                                |
| 4                                           | 18 ноября 2009                              | Товарищеский матч                                    | Италия                                      | 0:1                                         | вышел на 72'                                |
| 5                                           | 3 марта 2010                                | Товарищеский матч                                    | Уэльс                                       | 1:0                                         | заменён на 58'                              |
| 6                                           | 29 мая 2010                                 | Товарищеский матч                                    | Босния и Герцеговина                        | 4:2                                         | на 44'                                      |
| 7                                           | 2 июня 2010                                 | Товарищеский матч                                    | Беларусь                                    | 1:0                                         | заменён на 85'                              |
| 8                                           | 11 августа 2010                             | Товарищеский матч                                    | Шотландия                                   | 3:0                                         | на 56'                                      |
| 9                                           | 3 сентября 2010                             | Чемпионат Европы по футболу 2012 (отборочный турнир) | Венгрия                                     | 2:0                                         | на 75'                                      |
| 10                                          | 7 сентября 2010                             | Чемпионат Европы по футболу 2012 (отборочный турнир) | Сан-Марино                                  | 6:0                                         | заменён на 46'                              |
| 11                                          | 12 октября 2010                             | Чемпионат Европы по футболу 2012 (отборочный турнир) | Нидерланды                                  | 1:4                                         | на 66', заменён на 79'                      |
| 12                                          | 17 ноября 2010                              | Товарищеский матч                                    | Германия                                    | 0:0                                         | заменён на 68'                              |
| 13                                          | 8 февраля 2011                              | Товарищеский матч                                    | Кипр                                        | 2:0                                         | заменён на 78'                              |

## Достижения
ПСВ
- Обладатель Кубка Нидерландов: 2011/12
- Обладатель Суперкубка Нидерландов: 2012

## Характеристика
Рабочая нога Тойвонена — правая. Имеет опыт игры на позициях атакующего полузащитника, оттянутого и выдвинутого нападающего и даже крайнего полузащитника. В апреле 2007 года Ула Тойвонен сказал, что предпочитает играть на позиции между нападающим и атакующим полузащитником. В июне 2010 года сказал, что предпочитает играть на позиции «десятого номера», центрального атакующего полузащитника, чтобы больше двигаться и работать с мячом. Не любит играть на фланге. Главный тренер «Эргрюте» Зоран Лукич отмечал его понимание игры и эффективную технику. Ула Тойвонен обладает незаурядными диспетчерскими качествами, видением поля, отличным ударом. Благодаря высокому росту хорошо играет головой, но предпочитает играть ногами. Излишне горяч. Имеет проблемы с игровой дисциплиной: получил 17 жёлтых и одну красную карточку в 55 официальных матчах за «Мальмё». В молодости Тойвонена сравнивали с Кимом Чельстрёмом.

## Личная жизнь
Отец Улы, Юрьё Тойвонен, переехал в Швецию из Финляндии в 1960-е годы, чтобы работать на фабрике. Мать зовут Маргарета. В семье было трое детей, Ула был младшим ребёнком, у него есть брат Петтер и сестра Лиза. Несмотря на финское происхождение отца, Ула не говорит по-фински. В детстве занимался футболом и флорболом, в 13 лет решил сосредоточиться на футболе. Старший брат Улы — Петтер — тоже играл в футбол в клубе «Дегерфорс», их отец выступал за «Дегерфорс» в низших дивизионах в 1970-е годы и с 1993 года входил в руководство клуба. В сентябре 2008 года Тойвонен сказал про свой родной город: «Все, кто вырос в Дегерфорсе, играют в футбол».
Ула Тойвонен с 2002 года встречается с футболисткой Эммой Хербринг. Когда Тойвонен перешёл из «Дегерфорса» в «Эргрюте» и переехал в Гётеборг, Эмма перешла в женский футбольный клуб «Йитекс БК» из пригорода Гётеборга. Когда Тойвонен перешёл из «Эргрюте» в «Мальмё», Эмма перешла в женскую команду «Мальмё».
Ула Тойвонен дружит с Маркусом Бергом, с которым он познакомился в 13-летнем возрасте в юниорской сборной Вермланда.

## Статистика выступлений
| Клуб             | Сезон            | Лига | Лига | Кубок | Кубок | Еврокубки | Еврокубки | Итого | Итого |
| Клуб             | Сезон            | Игры | Голы | Игры  | Голы  | Игры      | Голы      | Игры  | Голы  |
| ---------------- | ---------------- | ---- | ---- | ----- | ----- | --------- | --------- | ----- | ----- |
| Дегерфорс        | 2005             | 27   | 5    | ?     | ?     | —         | —         | 27    | 5     |
| Дегерфорс        | Итого            | 27   | 5    | ?     | ?     | —         | —         | 27    | 5     |
| Эргрюте          | 2006             | 25   | 6    | ?     | ?     | —         | —         | 25    | 6     |
| Эргрюте          | Итого            | 25   | 6    | ?     | ?     | —         | —         | 25    | 6     |
| Мальмё           | 2007             | 24   | 3    | 2     | 2     | —         | —         | 26    | 5     |
| Мальмё           | 2008             | 27   | 14   | 2     | 0     | —         | —         | 29    | 14    |
| Мальмё           | Итого            | 51   | 17   | 4     | 2     | —         | —         | 55    | 19    |
| ПСВ              | 2008/09          | 14   | 6    | 0     | 0     | 0         | 0         | 14    | 6     |
| ПСВ              | 2009/10          | 33   | 13   | 4     | 0     | 12        | 1         | 49    | 14    |
| ПСВ              | 2010/11          | 28   | 15   | 2     | 1     | 12        | 4         | 42    | 20    |
| ПСВ              | 2011/12          | 33   | 18   | 4     | 2     | 12        | 6         | 49    | 26    |
| ПСВ              | 2012/13          | 17   | 7    | 1     | 0     | 3         | 1         | 21    | 8     |
| ПСВ              | 2013/14          | 14   | 1    | 2     | 0     | 6         | 1         | 22    | 2     |
| ПСВ              | Итого            | 139  | 60   | 13    | 3     | 45        | 13        | 197   | 76    |
| Всего за карьеру | Всего за карьеру | 242  | 88   | 17    | 5     | 45        | 13        | 304   | 106   |

(откорректировано по состоянию на 4 января 2014)